# Геральдическая палата Шотландии

Герб Суда Лорда Льва

Геральдическая палата Шотландии, известна также как Суд Лорда Льва (англ. Court of the Lord Lyon) — государственный, квазисудебный и геральдический орган власти, расположенный в Эдинбурге, в чью компетенцию, в первую очередь, входит решение вопросов геральдики на территории Шотландии (в отличие от Геральдической палаты Великобритании/Англии, является ныне функционирующей судебной инстанцией Шотландии).
Палата наделена судебными полномочиями и действует от имени Короны (в праве Шотландии) во всех вопросах геральдики, разработки и утверждения новых гербов и регистрации родословных (включая родословные шотландских кланов и баронов). Палата также является официальным органом, ответственным за вопросы, связанные с утверждением и использованием флагов, и ведёт официальные реестры флагов и других национальных символов. Несмотря на то, что Геральдическая палата является частью Королевского двора монарха Шотландии, её деятельность финансируется за счёт собственных средств, а не из государственного бюджета, хотя средства, поступающие от регистрационных взносов перечисляются в королевское Казначейство.

## История

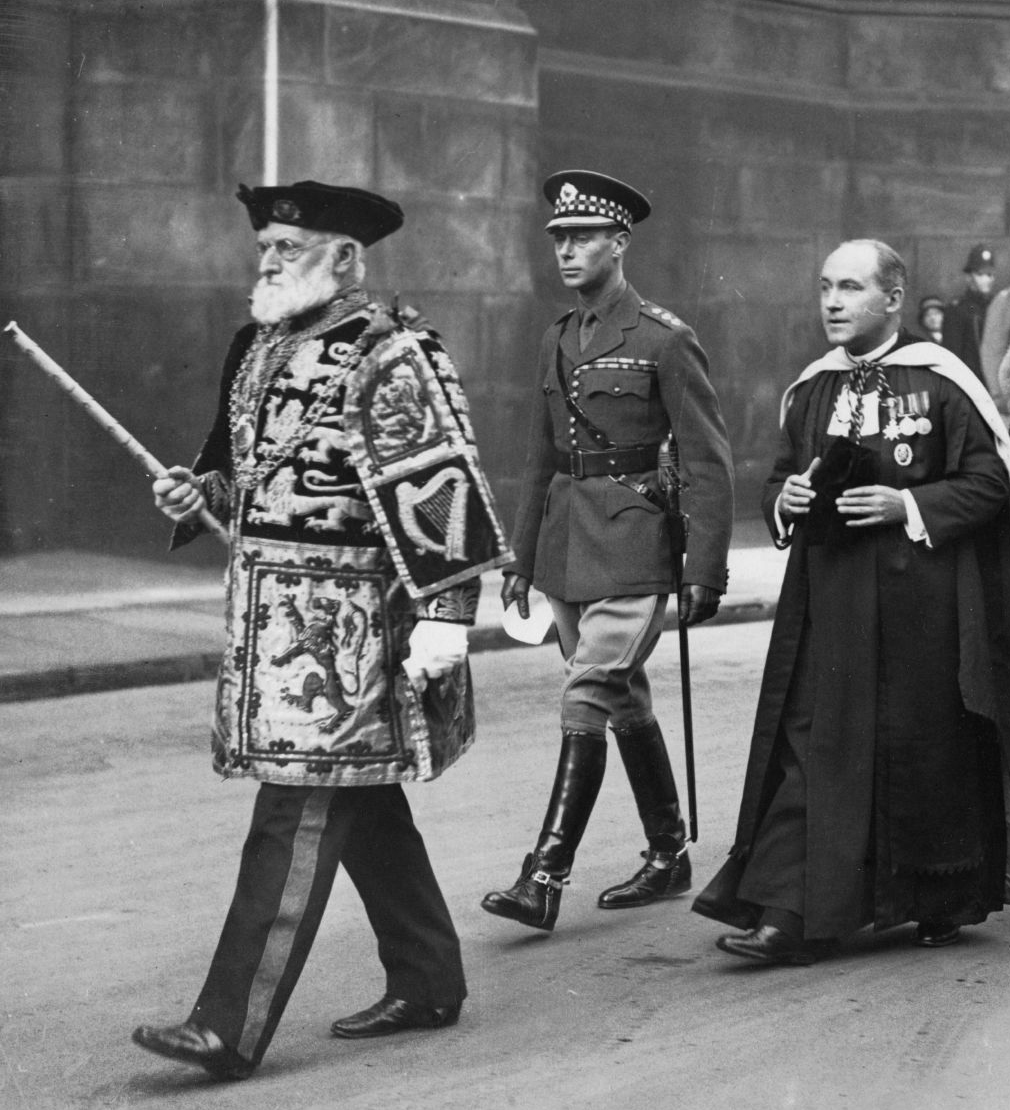
Король Георг VI (на заднем плане слева) и Сэр Фрэнсис Грант, Лорд Лев, 1929—1945 гг. (Эдинбург, 1933 г.)

В период существования независимого королевства Шотландия, Лорд Лев являлся личным (тайным) Советником монарха и министром Короны, ответственным, в первую очередь, за правильность порядка престолонаследия. Архивные материалы указывают на факт назначения шотландским королём Робертом I де Брюсом собственного Лорда Льва приблизительно в 1318 году. Зачастую главный герольдмейстер идентифицировался с Короной/монархом и выполнял важные дипломатические поручения, включая объявление войны и мира. Акт шотландского Парламента от 1592 года наделил Лорда Льва уголовно-процессуальными обязанностями в отношении незаконного использования гербов. В соответствии с договором об Унии 1706 года, после образования королевства Великобритания, должность сохранилась в рамках исключительной юрисдикции шотландского права.

## Лорд Лев
Геральдическую палату возглавляет Лорд Лев (англ. Lord Lyon), как судья, числящийся в реестре судебной системы Шотландии и являющийся по должности главным герольдмейстером Шотландии, а также ответственным за государственный церемониал во время государственных торжеств. Эта должность является назначаемой (монархом, по представлению Первого министра Шотландии, в соответствии с королевской прерогативой) и в настоящее время её занимает шотландский адвокат Джозеф Морроу (англ. Joseph Morrow). В состав палаты также входят клерк суда Льва, собственный прокурор и булавоносец (англ. Macer), являющийся исполнительным приставом суда (англ. Messenger-at-arms). Помимо монарха, Лорд Лев является единственным в стране, кто имеет официальное право вывешивать королевский штандарт Шотландии.
| Глава Геральдической палаты |                                                              |                                   | |
| Герб                        | Титулы                                                       | Имя (Дата вступления в должность) | Примечания |
|                             | Лорд Лев Главный герольдмейстер и церемониймейстер Шотландии | Джозеф Морроу (27 февраля 2014)   | Бывший Великий мастер масонской ложи Шотландии, 2004—2005 гг. Командор Ордена Британской империи, действующий член факультета адвокатов Шотландии |

## Суд Лорда Льва

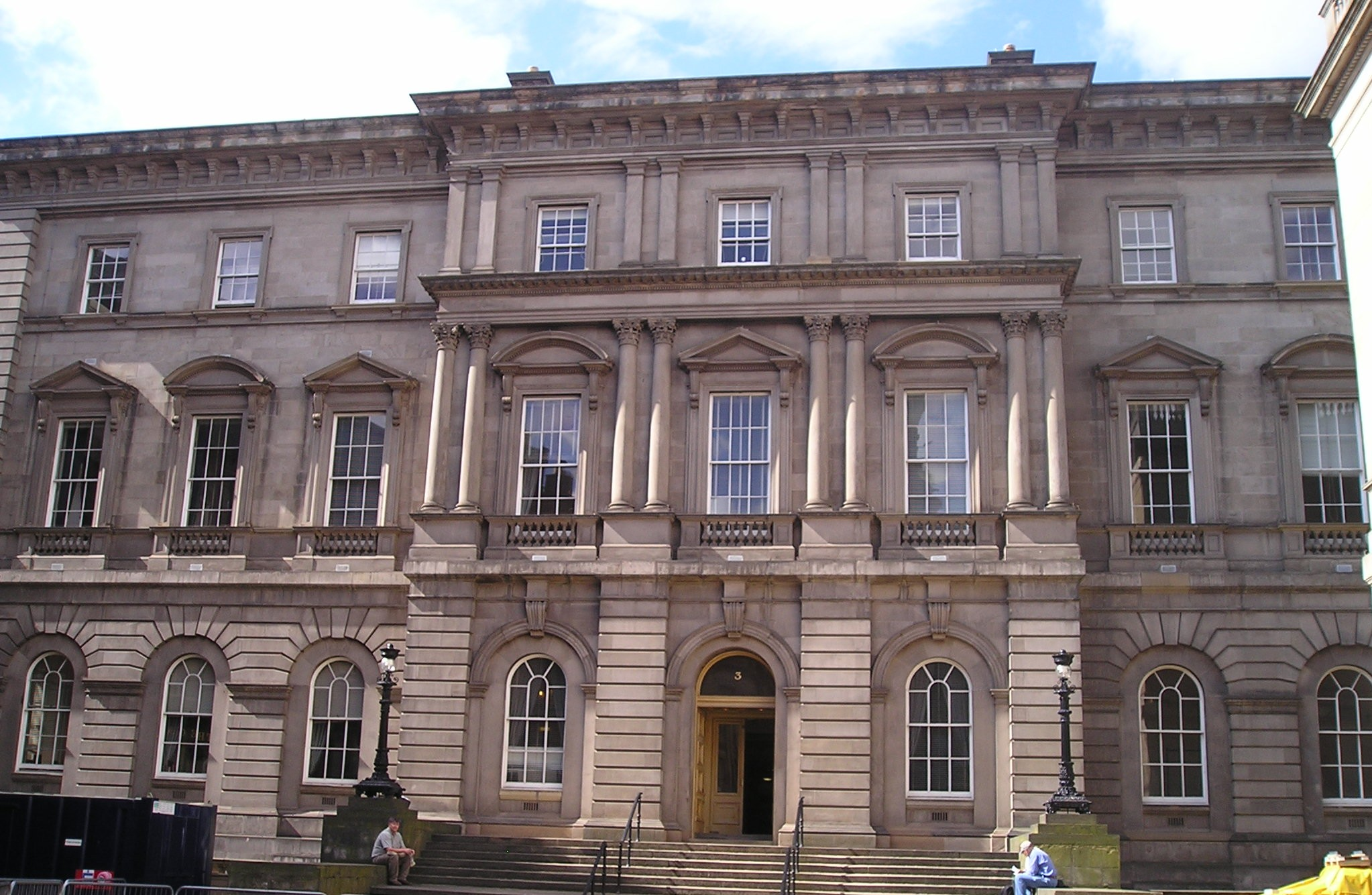
Здание Нового государственного архива в Эдинбурге

Суд Лорда Льва, расположенный в Эдинбурге в здании Государственного архива (англ. New Register House), является квазисудебным органом, низшей судебной инстанцией в судебной системе Шотландии, в то время как его главный и единственный судья, — Лорд Лев, — пользуется исключительной королевской прерогативой в рамках своих полномочий, иногда выходящих за границы шотландской правовой юрисдикции (за исключением территории Англии и других территорий Соединённого Королевства), в части иностранных заявителей и просителей. Суд разбирает вопросы, связанные, в том числе, с нарушением авторских и интеллектуальных прав, к коим относятся эскизы гербов и флагов, а также родовые титулы (в Шотландии). Суд ведет свою деятельность на основании законов Парламента Шотландии от 1592 и1672 гг.. Решения суда могут оспариваться судами высшей инстанции и обязательны к исполнению.